# Oie empereur
Chen canagica
Espèce
Synonymes
- Anser canagicus
- Philacte canagica

Statut de conservation UICN

 LC  : Préoccupation mineure

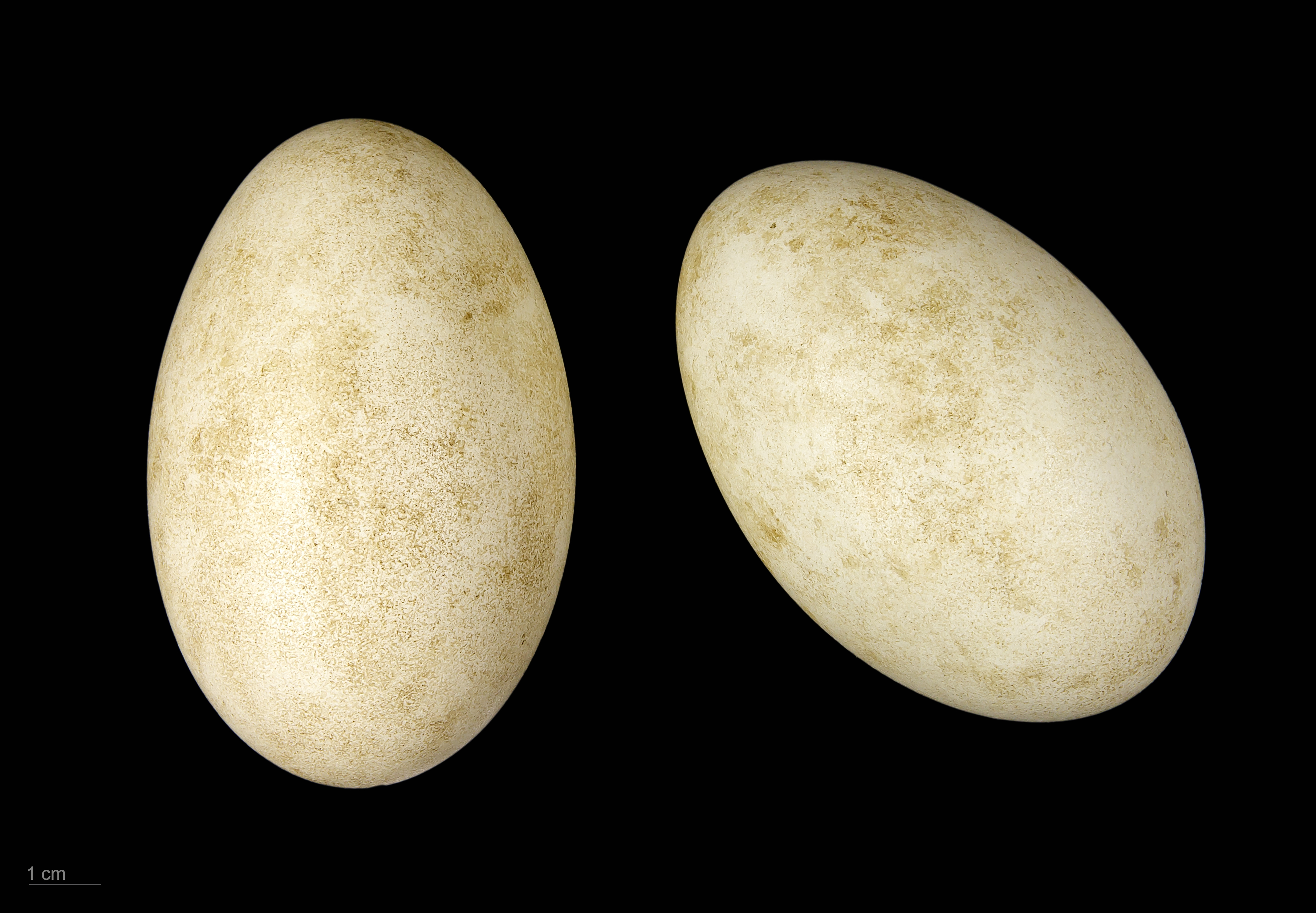
Anser canagicus - MHNT

L’Oie empereur (Anser canagicus) est une espèce d'oiseaux aquatiques de la famille des Anatidae.

## Description
L'Oie empereur mesure entre 66 et 89 cm. Son plumage est gris écailleux sauf la tête, l'arrière du cou et la queue qui sont blancs. Les pattes sont orange.

## Habitat
Cette oie habite la toundra de l'Alaska et du nord est de la Sibérie, elle hiverne principalement dans les îles Aléoutiennes. C'est un oiseau qui fréquente surtout les milieux côtiers.

## Biologie
L'Oie empereur est peu grégaire et vit surtout en familles; sa préférence pour les zones maritimes fait qu'elle se mêle rarement aux autres espèces d'oies. La reproduction débute au mois de mars; le nid est généralement placé près de l'eau.

## Populations
L'Oie empereur a une population estimée à 85 000 individus; bien que l'espèce ne soit pas actuellement considérée comme menacée, elle est particulièrement vulnérable aux modifications du climat et à une éventuelle catastrophe pétrolière dans son aire de répartition limitée.